# El Pacífico, Oaxaca
El Pacífico är en ort i Mexiko.   Den ligger i kommunen San Mateo del Mar och delstaten Oaxaca, i den sydöstra delen av landet, 600 km sydost om huvudstaden Mexico City. El Pacífico ligger 7 meter över havet och antalet invånare är 359.
Terrängen runt El Pacífico är mycket platt.  Närmaste större samhälle är Colonia Juárez, 1,5 km väster om El Pacífico. 